# Ułagan
Ułagan (ros. Улаган), także Ust'-Ułagan (ros. Усть-Улаган) – wieś (ros. село, trb. sieło) w Rosji, w Republice Ałtaju, centrum administracyjne rejonu ułagańskiego i osiedla wiejskiego Ułagańskoje.

## Geografia
Miejscowość jest położona przy ujściu rzeki Bolszoj Ułagan do rzeki Baszkaus.
Ułagan leży na 56 kilometrze Traktu Ułagańskiego prowadzącego do wsi Bałyktujul.

## Historia
Za rok założenia wsi uważa się 1765, gdy po upadku Chanatu Dżungarskiego tereny, na których leży wieś, weszły pod panowanie Imperium Rosyjskiego, jednak na późniejszych mapach miejscowość nie pojawiała się.

## Demografia
W 2021 roku wieś zamieszkiwało 4085 osób.

## Galeria

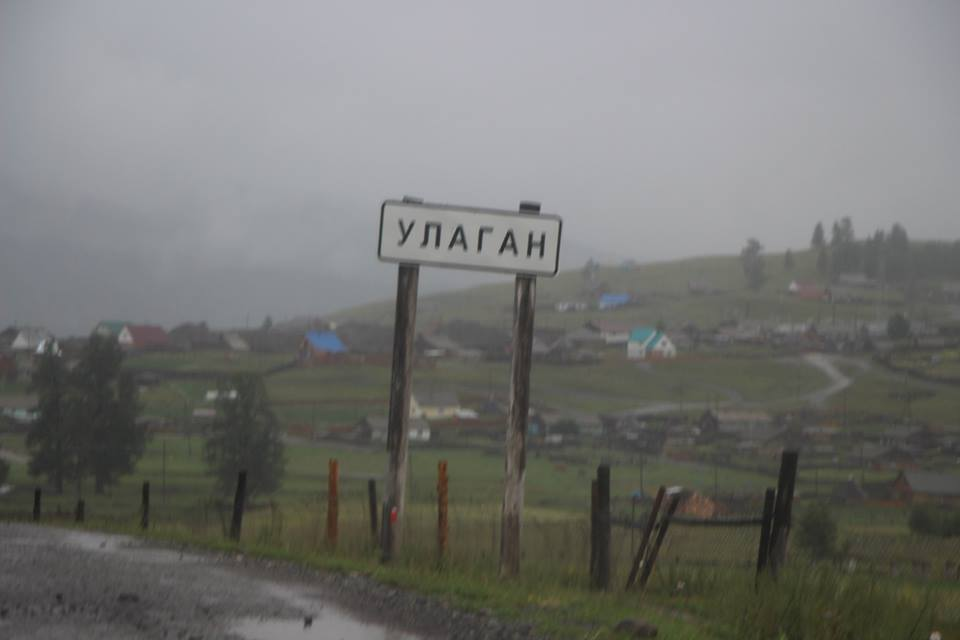
Wjazd do wsi
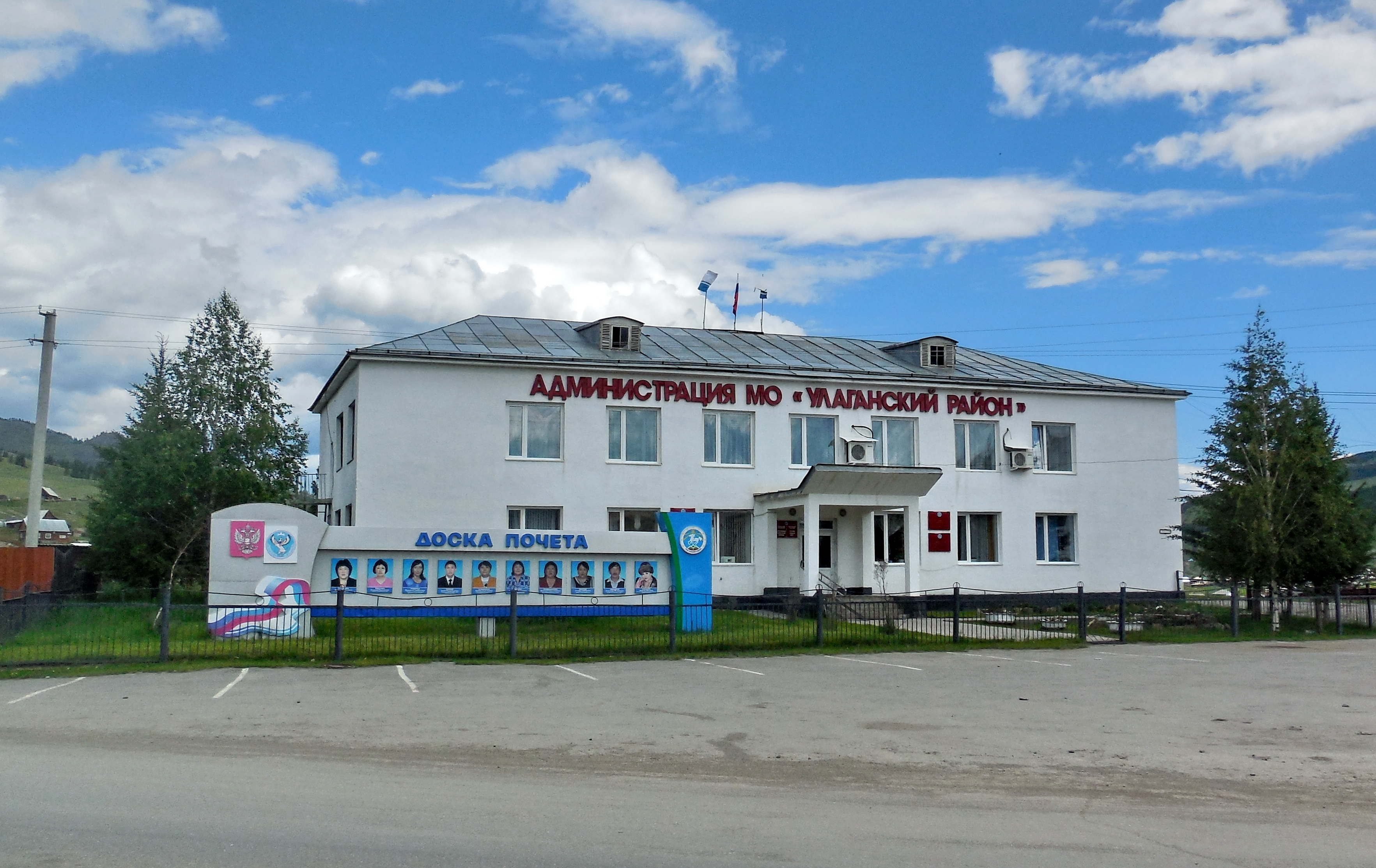
Budynek administracji rejonu ułagańskiego
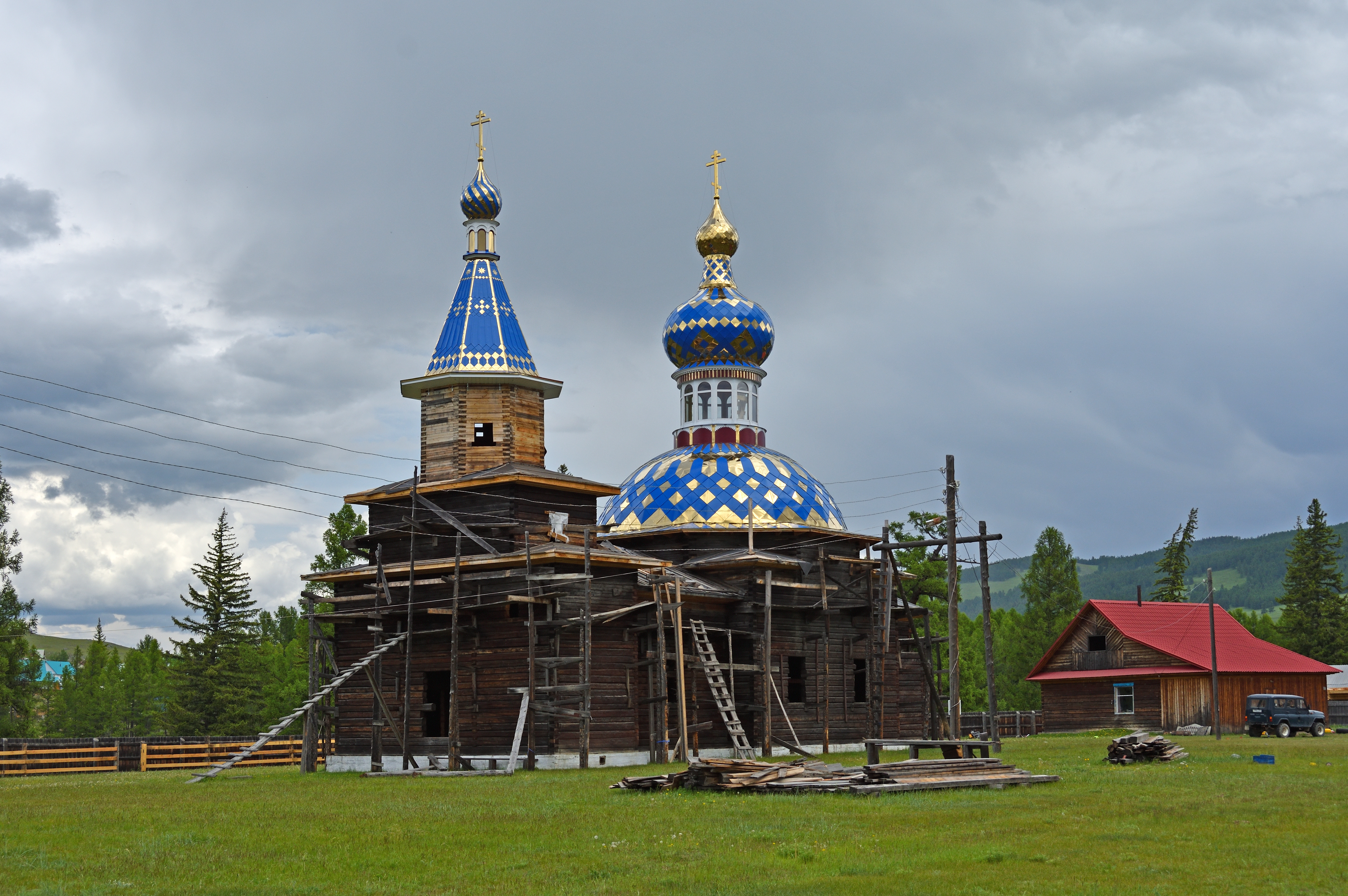
Cerkiew Kazańskiej Ikony Matki Bożej w Ułaganie
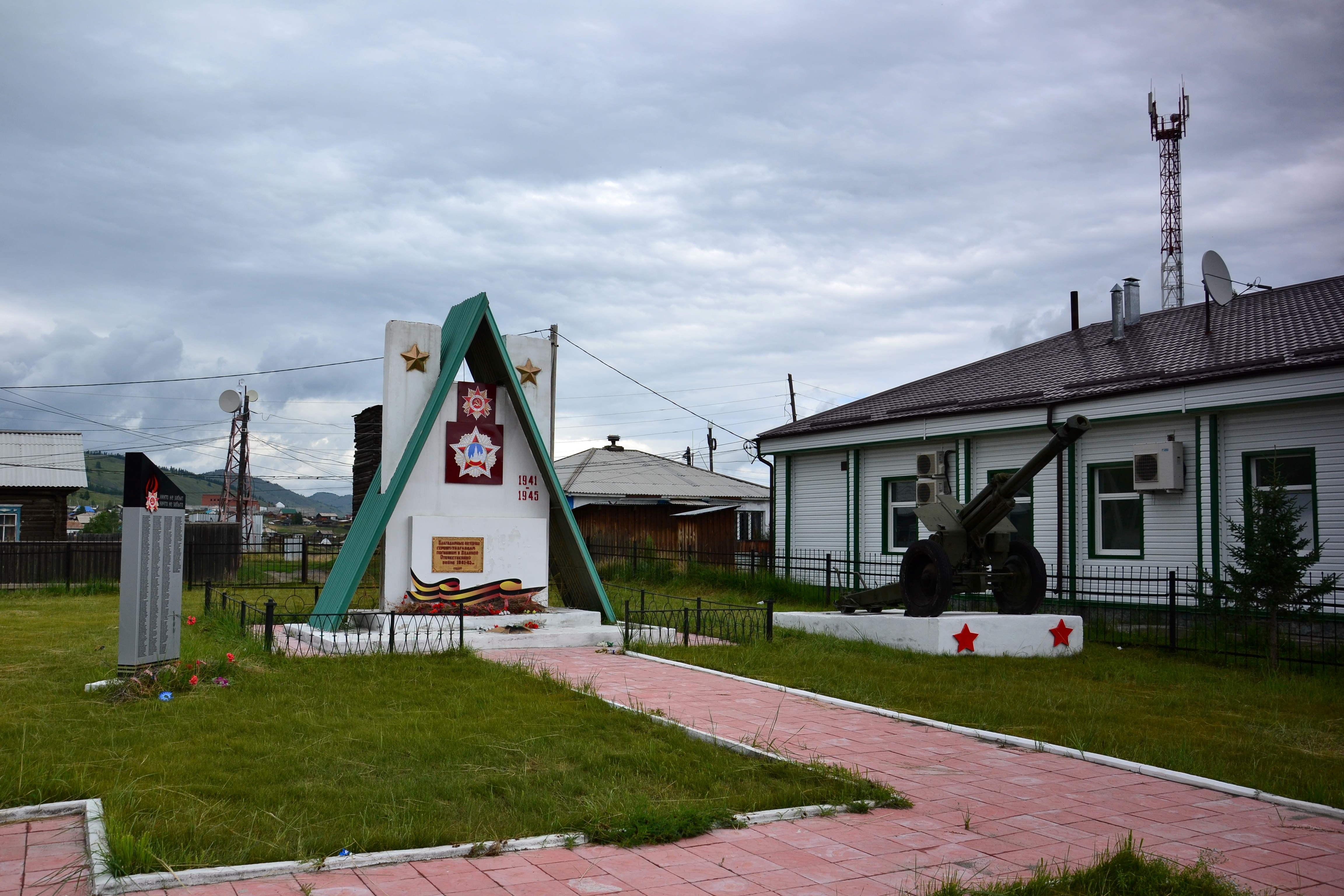
Pomnik pamięci poległych w wielkiej wojnie ojczyźnianej
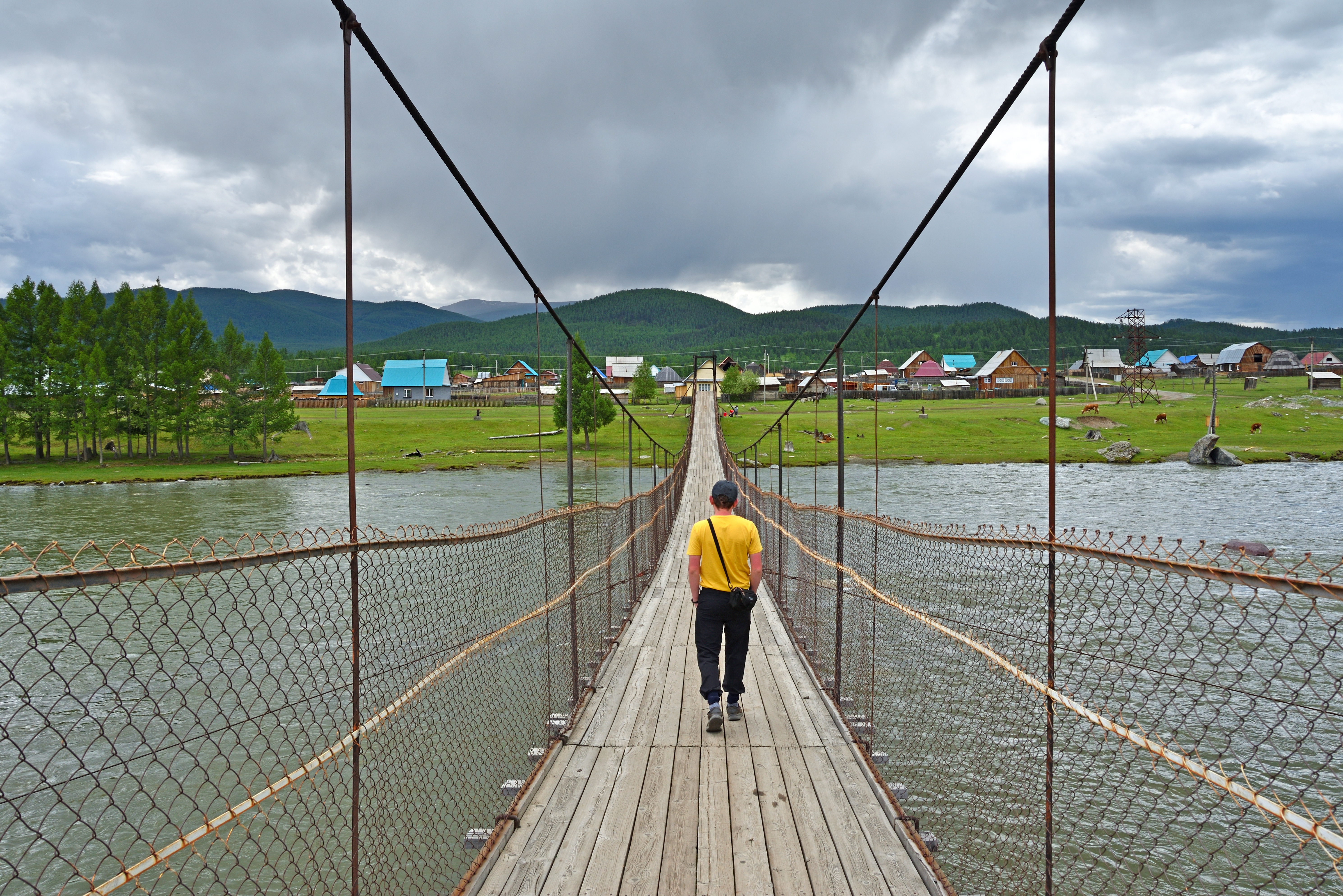
Most wiszący nad rzeką Baszkaus
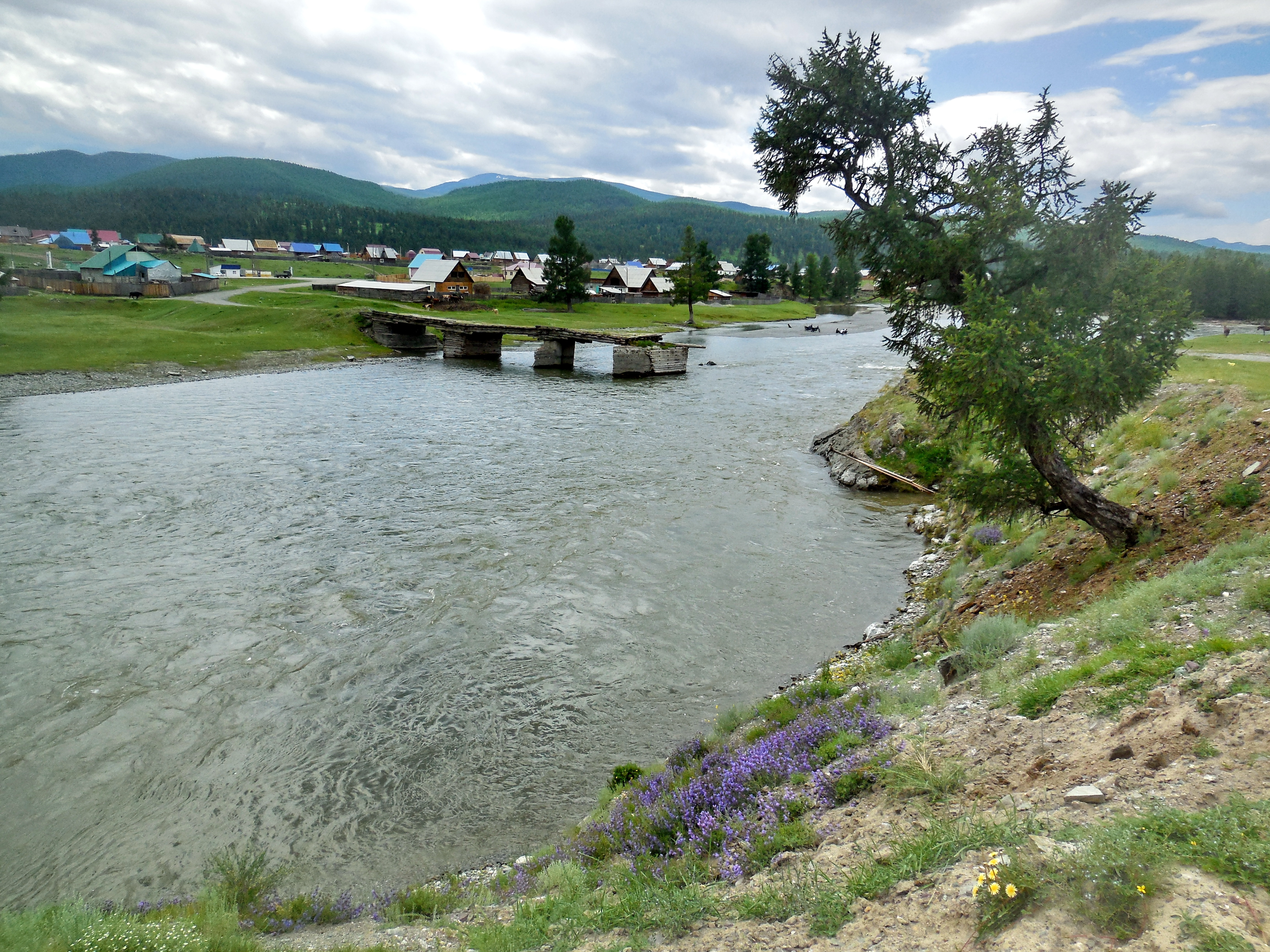
Rzeka Baszkaus